# Agrupación del Pueblo Francés
La Agrupación del Pueblo Francés (en francés: Rassemblement du Peuple Français o RPF) era un partido político francés fundado por el general Charles de Gaulle el 14 de abril de 1947.
Durante su corta existencia (1947-1955), el RPF fue uno de los principales partidos de oposición a la Cuarta República con el Partido Comunista Francés. Mientras su objetivo de situarse ni a la izquierda ni a la derecha, el RPF es considerado como un partido de derecha. Fue el único partido gaullista fundado y liderado por Charles de Gaulle.
- Datos: Q2132031